# Hydra (Otep)
Hydra è il sesto album in studio del gruppo musicale metal statunitense Otep, pubblicato nel 2013.

## Tracce
1. Rising – 2:28
2. Blowtorch Nightlight – 5:11
3. Seduce & Destroy – 6:28
4. Crush – 4:36
5. Hematopia – 2:32
6. Necromantic – 2:06
7. Quarantine – 3:07
8. Voyeur – 5:52
9. Apex Predator – 5:23
10. Feral Game – 5:17
11. Livestock – 3:18
12. Hag – 3:31
13. Theophagy – 22:48

## Formazione
- Otep Shamaya - voce
- Aristotle - chitarra
- Collyn McCoy - basso